# Cofradía de San Matías (Castilblanco)
La Cofradía de San Matías es una cofradía de culto católico que tiene sede en Castilblanco, en la comunidad autónoma de Extremadura (España).
Se trata de una de las cofradías con más significación en Castilblanco debido a que es la encargada de organizar los actos religiosos de la fiesta de los Ranchos, una de las principales de la población, que se celebra el primer fin de semana de mayo.

## Representaciones

### San Matías
La imagen de San Matías se custodia en la ermita de San Matías. La talla policromada representa a Matías el Apóstol barbado, con túnica dorada y capa roja con ribetes en oro. En la mano derecha porta una lanza y en la izquierda sostiene un libro.

## Procesiones
El sábado de Ranchos la cofradía desfila con la imagen de san Matías. Tras la procesión se subastan dulces para recaudar fondos. En el momento de devolver la imagen a la ermita, se subasta el derecho a cargar con la imagen. Por este derecho se llegan a pagar grandes sumas de dinero.

## Otras actividades
La cofradía de San Matías es la encargada de organizar todos los actos litúrgicos de los Ranchos así como actividades puramente festivas.